# Cellaria scoresbyi
Cellaria scoresbyi är en mossdjursart som beskrevs av Roxanne Irene Hastings 1947. Cellaria scoresbyi ingår i släktet Cellaria och familjen Cellariidae. Inga underarter finns listade i Catalogue of Life.